# Culicoides vetustus
Culicoides vetustus är en tvåvingeart som beskrevs av Breidenbaugh och Mullens 1999. Culicoides vetustus ingår i släktet Culicoides och familjen svidknott.
Artens utbredningsområde är Kalifornien. Inga underarter finns listade i Catalogue of Life.